# Torneo de Washington 2025
El Mubadala Citi DC Open 2025 fue un torneo de tenis perteneciente al ATP Tour 2025 en la categoría ATP Tour 500, y a la WTA Tour 2025 en la categoría WTA 500. El torneo tuvo lugar en la ciudad de Washington D. C. (Estados Unidos) desde el 21 hasta el 27 de julio sobre pistas rápidas.

## Distribución de puntos
| Categoria            | G   | F   | SF  | CF  | R16 | R32 | C  | C2 | C1 |
| Individual masculino | 500 | 330 | 200 | 100 | 50  | 0   | 25 | 13 | 0  |
| Dobles masculino     | 500 | 300 | 180 | 90  | –   | –   | 45 | 25 | 0  |

| Modalidad             | G   | F   | SF  | CF  | Ronda de 16 | Ronda de 32 | C  | C2 | C1 |
| Individuales femenino | 500 | 325 | 195 | 108 | 60          | 1           | 25 | 13 | 1  |
| Dobles femenino       | 500 | 325 | 195 | 108 | 1           |             |    |    |    |

## Cabezas de serie

### Individuales masculino
| Tenista              | Ranking | Preclasificados |
| Taylor Fritz         | 4       | 1               |
| Lorenzo Musetti      | 7       | 2               |
| Holger Rune          | 8       | 3               |
| Ben Shelton          | 9       | 4               |
| Andrey Rublev        | 10      | 5               |
| Frances Tiafoe       | 11      | 6               |
| Álex de Miñaur       | 12      | 7               |
| Daniil Medvédev      | 14      | 8               |
| Flavio Cobolli       | 19      | 9               |
| Alexei Popyrin       | 24      | 10              |
| Jiří Lehečka         | 25      | 11              |
| Alejandro Davidovich | 26      | 12              |
| Alex Michelsen       | 30      | 13              |
| Brandon Nakashima    | 31      | 14              |
| Gabriel Diallo       | 38      | 15              |
| Lorenzo Sonego       | 40      | 16              |

- Ranking del 14 de julio de 2025.[2]

### Dobles masculino
| Tenista                         | Ranking | Preclasificados |
| Simone Bolelli Andrea Vavassori | 26      | 1               |
| Christian Harrison Evan King    | 35      | 2               |
| Hugo Nys Édouard Roger-Vasselin | 40      | 3               |
| Yuki Bhambri Michael Venus      | 51      | 4               |

### Individuales femenino
| Tenista         | Ranking | Preclasificada |
| Jessica Pegula  | 4       | 1              |
| Emma Navarro    | 11      | 2              |
| Elena Rybakina  | 13      | 3              |
| Clara Tauson    | 19      | 4              |
| Magdalena Fręch | 24      | 5              |
| Sofia Kenin     | 26      | 6              |
| Marta Kostyuk   | 27      | 7              |
| Magda Linette   | 28      | 8              |

- Ranking del 14 de julio de 2025.

### Dobles femenino
| Tenista                           | Ranking | Preclasificada |
| Asia Muhammad Erin Routliffe      | 15      | 1              |
| Taylor Townsend Shuai Zhang       | 17      | 2              |
| Hao-ching Chan Xinyu Jiang        | 49      | 3              |
| Tereza Mihalíková Olivia Nicholls | 57      | 4              |

## Campeones

### Individual masculino
Álex de Miñaur venció a  Alejandro Davidovich por 5-7, 6-1, 7-6(7-3)

### Individual femenino
Leylah Fernandez venció a  Anna Kalinskaya por 6-1, 6-2

### Dobles masculino
Simone Bolelli /  Andrea Vavassori vencieron a  Hugo Nys /  Édouard Roger-Vasselin por 6-3, 6-4

### Dobles femenino
Taylor Townsend /  Shuai Zhang vencieron a  Caroline Dolehide /  Sofia Kenin por 6-1, 6-1